# Bertel Nathhorst
Bertel Sten Helmer Nathhorst, född den 5 augusti 1937 i Malmö, är en svensk företagare.
Han är son till Carl-Bertel Nathhorst och Malin Westerberg. Han gifte sig 1960 med Gunilla Ljungqvist.
Nathhorst blev 1969 filosofie doktor i religionshistoria vid Stockholms universitet på avhandlingen Formal or Structural Studies of Traditional Tales. Han var 1970-1975 försäljare vid IBM Svenska AB och egen företagare sedan 1975.
Nathhorst tog initiativet till Sveabanken och var ledamot av dess styrelse 1982-1984.
Mellan 1988 och 2004 har Nathhorst köpt, fusionerat eller drivit 1124 bolag i konkurs och har därför kallats "skalbolagskungen".
Han är aktiv i Evangelisk-lutherska kyrkan i Sverige och tillhör kyrkorådet i Evangelisk-lutherska S:t Martins församling i Stockholm.